# Burnsite
La burnsite è un minerale.

## Etimologia
Il nome è in onore del cristallografo statunitense Peter Carman Burns (1966- ), soprattutto per i suoi contributi nello studio della struttura dei sali degli ossiacidi di rame.